# Indiaca
Indiaca er betegnelsen for et spil eller en sport, der spilles med en speciel bold, der selv betegnes indiaca. Spillet leder tanken hen på volleyball, når man ser bort fra boldens udformning.

## Oprindelse
Indiaca stammer fra Brasilien, hvor de oprindelige indianere spillede spillet. I global sammenhæng blev det opdaget af tyskeren Karlhans Krohn i 1936, og oprindeligt kaldtes det petaka. Det blev spillet som en udendørssport, men efter at det er blevet organiseret, primært med udgangspunkt i Tyskland, spilles det indendørs med 5-mandshold og udendørs som beach-indiaca med 3-mandshold.
I 1998 blev der oprettet et tysk indiaca-forbund, der har omkring 15.000 aktive spillere, og i 2000 blev Det Internationale Indiacaforbund grundlagt. De første verdensmesterskaber blev afholdt i 2001 i Estland.

## Spillet

### Indendørs indiaca
Indiaca spilles indendørs på en bane der er 16 x 6,10 m, men en almindelig volleyballbane (18 x 9 m) kan anvendes. Banen deles i to dele, som adskilles af et net, der er mindst 6,50 m i bredden (så det går ud over banens bredde) og har en nethøjde på 2,00 – 2,35 m (afhængig af spillerne).
Indiaca-bolden, der ses på billedet, vejer 50-60 g, er 7-8 cm i diameter i bunden og har fjer på 18-20 cm.
Hvert hold består af op til 10 spillere, hvoraf de 5 af gangen er aktive på banen. Spillet går ud på, at holdene forsøger at slå bolden over nettet og inden for modstandernes banedel, så modstanderholdet ikke kan parere og returnere boldden. Spillerne må berøre bolden med hånd eller underarm, og hvert hold må berøre bolden tre gange. Spillet igangsættes ved en serv, der som i volleyball spilles bag baglinien. Når det lykkes for et af holdene at slå bolden i gulvet inden for modstandernes banehalvdel, eller modstanderne slår bolden uden for ens eget spillefelt, får dette hold et point og serveretten. Et sæt vindes af det hold, der først når 25 point, og kampen vindes som bedst af 3 eller 5 sæt.
Teknikken i indiaca-spillet minder meget om teknikken i volleyball. Blandt elementerne finde: Serv, underhåndsslag, overhåndsslag, smash og blokering.